# Ligne 32 du tramway de Bruxelles (1968-1988)
 (juin 2021).
Si vous disposez d'ouvrages ou d'articles de référence ou si vous connaissez des sites web de qualité traitant du thème abordé ici, merci de compléter l'article en donnant les références utiles à sa vérifiabilité et en les liant à la section « Notes et références ».
Pour les articles homonymes, voir Ligne 32.
Ne doit pas être confondu avec Ligne 32 du tramway de Bruxelles (2007-2021).
La ligne 32 est une ancienne ligne de tramway du tramway de Bruxelles qui a fonctionné entre le 19 mars 1968 et 1988.

## Histoire

### Mise en service

Plan à partir du 19 mars 1968.

La ligne est mise en service le 19 mars 1968 sous l'indice 94 à l'occasion de la cinquième phase de restructuration du réseau de tramway bruxellois. Elle relie la Bourse à Bruxelles à la place Wiener à Boitsfort en remplacement de tout ou partie des lignes suivantes, :
- les lignes 4 et 6 entre la Bourse et la place du Petit Sablon à Bruxelles ;
- la ligne 4 entre le carrefour du boulevard Général Jacques avec la rue Adolphe Buyl et la place Wiener ;
- la ligne 16 entre la porte de Namur et la place Wiener.

Elle est renforcée par des services partiels 32/ Bruxelles Bourse - Gare de Boondael.

### Évolutions ultérieures

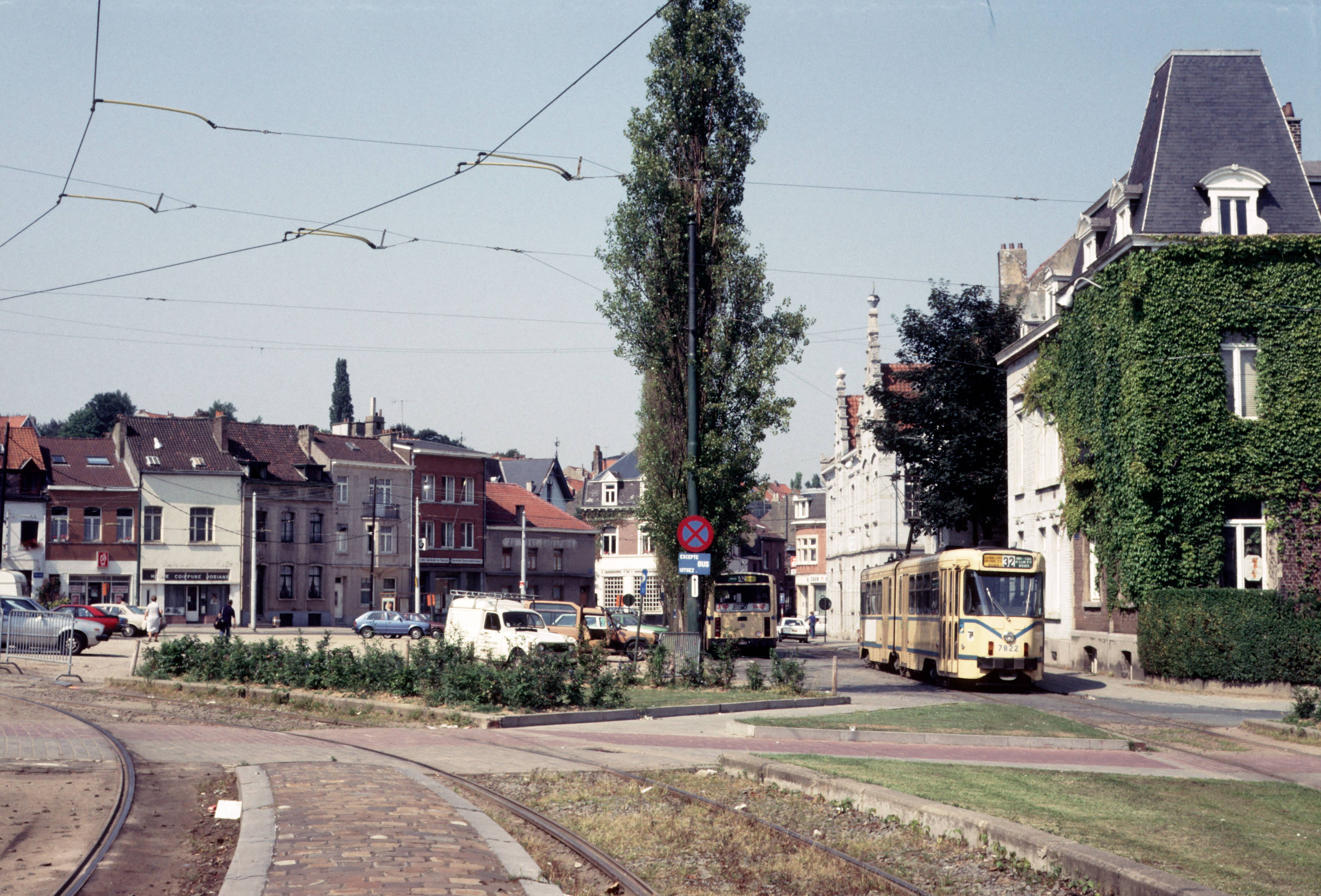
La PCC 7822 sur le tram 32 à son terminus de la place Wiener en 1985

Ensuite, à l'inauguration du tunnel du futur métro 2 qui fut durant plusieurs années emprunté en prémétro par des tramways entre la porte de Namur et Rogier (18 , 19 , 101, 102 et 103), il fut dévié à partir de Buyl et ne desservit plus le centre-ville. En effet, il  bifurquait alors à gauche sur le Boulevard Général Jacques, puis à droite à Legrand pour remonter l'avenue Louise jusqu'à la place du même nom, en renforçant ainsi la ligne 94 (Marie-José - Place Cardinal Mercier). C'est alors qu'il tournait à droite pour plonger dans le tunnel du prémétro 2 à hauteur de la porte de Namur. Il suivait ensuite la ligne du tram 18 (Fort-Jaco - Centenaire) jusqu'à la place Werrie où il marquait son terminus (Actuellement Belgica) en passant par la place Rogier et en tournant à droite à Ribaucourt. Plus tard encore, il fut prolongé jusqu'à Houba de Strooper par la route du tram 103 qu'il retrouvait à partir du cimetière de Jette.[réf. nécessaire]
Lors de la mise en service du métro lourd sur la ligne 2 en 1988, la ligne du tram 32 fut supprimée, à l'instar des lignes 101 et 102, alors que les autres s'en sont sorties moyennant de très lourdes modifications de tracé et des raccourcissements importants. Elle est alors remplacée par la ligne 94 prolongée elle jusqu'à la place Wiener.[réf. nécessaire]

## Matériel roulant
- Automotrices type 5000 ;
- Automotrices type 7000/7100 ;
- Automotrices type (7500) 7700/7800 ;
- Automotrices type 7900 ;
- Automotrices type 9000 ;
- Automotrices type Standard.

### Crédit interne
- Cet article est partiellement ou en totalité issu de l'article intitulé « Ligne 32 du tramway de Bruxelles » (voir la liste des auteurs).